# ریزگرد ۲۰۱۹ جنوب شرق آسیا
ریزگرد ۲۰۱۹ جنوب شرق آسیا (انگلیسی: 2019 Southeast Asian haze) یک بحران فرا کشوری و مداوم ریزگرد و آلودگی هوا می‌باشد که چندین کشور در جنوب شرق آسیا از جمله برونئی، اندونزی، مالزی، فیلیپین، سنگاپور، تایلند و ویتنام را تحت تأثیر خود قرار داده‌است.
در ماه فوریه تایلند درگیر انبوه ریزگردها شد که تا آخر ماه مه ادامه داشت و در ماه مارس و آوریل به اوج خود رسید. بعداً، از ژوئن تا ژوئیه، مه گرفتگی ریزگرد در اندونزی شروع شد. مالزی از ماه اوت و سنگاپور، برونئی و ویتنام در ماه سپتامبر دچار همین مشکل شدند.
این آخرین واقعه ریزگرد جنوب شرقی آسیا است، موضوعی طولانی مدت که در فصول خشک در منطقه با غلظتی متفاوت رخ می‌دهد. علت اصلی ایجاد چنین مشکلی عمدتاً آتش‌سوزی جنگلها ناشی از پاکسازی غیرقانونی و بریدن و سوزاندن درختان است که برای صنعت روغن نخل در اندونزی و عمدتاً در جزایر سوماترا و بورنئو انجام می‌شود که در فصل خشک به سرعت گسترش می‌یابد.